# Forsteronia
Forsteronia là một chi thực vật thuộc họ Apocynaceae.
Bao gồm các loài:
- Forsteronia pycnothyrsus, K. Schum. ex Woodson
- Forsteronia portoricensis Woods, 1934